# دونكي كونغ لاند
دونكي كونغ لاند (بالإنجليزية: Donkey Kong Land)‏ هي لعبة منصات لـ غيم بوي تم تطويرها بواسطة راير ونشرتها نينتندو. تم إصدارها لأول مرة في يونيو 1995 ولاحقًا لخدمة فرتشول كونسول الخاصة بجهاز نينتندو 3دي أس في عام 2014. اللعبة عبارة عن تكملة محمولة للعبة دونكي كونغ كانتري لجهاز سوبر نينتندو، الذي أنتج سلسلة خاصة به جنبًا إلى جنب مع السلسلة الرئيسية. تم تحسين دونكي كونغ لاند لطرفية سوبر غيم بوي وظهرت خرطوشة «أصفر الموز» التي تم استخدامها لاحقًا في تكميلاتها. تم نقل العديد من عناصر خلفيات اللعبة ونماذج الشخصيات والمؤثرات الصوتية مباشرةً من إصدار سوبر نينتندو إلى غيم بوي، مع الاحتفاظ بنفس النمط الأصلي. على الرغم من مشاركة سمات المستوى المشترك، يختلف تصميم المستوى والقصة لكل لعبة.

## الحبكة
في كتيب التعليمات  الخاص باللعبة، تم توضيح أن قصة دونكي كونغ لاند تحدث مباشرة بعد الأحداث في دونكي كونغ كانتري. يظهر دونكي كونغ وديدي كونغ وكرانكي كونغ وهم يتأملون مغامرتهم السابقة. بدافع الغيرة، قام كرانكي كونغ بتوبيخ دونكي وديدي بشأن نجاح دونكي كونغ كانتري، مما يعني أنه لم يكن جيدًا إلا بسبب الرسومات التفصيلية والصوت في سوبر نينتندو. شرح دونكي كونغ وديدي كونغ الغاضبين أنهم كسبوا نجاحهم بسبب طريقة اللعب الممتعة وليس فقط الرسومات والصوت.
بشكل مؤذ، يضايق كرانكي فريق الكونغز بأنهم لم يتمكنوا من تكرار نجاح لعبتهم السابقة على جهاز محمول باليد أحادي اللون 8 بت، مما تسبب في قبول دونكي وديدي لتحديه. يشرح كرانكي خطته لخداعهم بالكامل، أنه بحلول اليوم التالي، سيكون قد اتصل بالملك كيه روول والكريملينغز لسرقة موز دونكي كونغ ونشرها عبر الجزيرة. عاقدين العزم على إثبات خطأ غريب الأطوار، يتوجه دونكي وديدي لهزيمة كيه روول وكريملينغز.

## أسلوب اللعب
دونكي كونغ لاند هي لعبة منصة ثنائية الأبعاد للتمرير الجانبي، تستعير العديد من الميكانيكيين الذين تم تأسيسهم في دونكي كونغ كانتري. ومع ذلك، نظرًا لقيود الأجهزة على وحدة التحكم المحمولة، تم تغيير العديد من آليات اللعب لتناسب غيم بوي بشكل أفضل. على غرار تكرار وحدة التحكم الخاصة به، يتم استخدام الزر A للقفز والسباحة ويتم استخدام الزر B في لف البراميل والاستيلاء عليها. يسمح زر التحديد للاعب بتبديل التحكم بين دونكي كونغ وديدي كونغ. ومع ذلك، يمكن عرض كونغ واحد فقط على الشاشة في كل مرة، في حين أن الثاني ينتقل عن بعد عندما يتم تحديد كونغ أو عندما يصاب أحد الأعداء. نظرًا لشاشة غيم بوي الأصغر حجمًا، لا يتم عرض HUD ، والتي عادةً ما تكون على الشاشة في جميع الأوقات، إلا عند جمع عنصر أو تلقي كونغ لضربة لتقليل الفوضى التي تظهر على الشاشة.
يتم الاحتفاظ بالعديد من آليات اللعب من دونكي كونغ كانتري، مثل رسائل KONG ورفاق الحيوانات وغرف المكافآت وجمع الموز لكسب المزيد من الأرواح. هناك أربعة عوالم في هذه اللعبة، كل منها يحتوي على سبعة مستويات، باستثناء العالم الأول، الذي يحتوي على إجمالي تسعة مستويات. تختلف عن نظيراتها في سوبر نينتندو، فإن المستويات في اللعبة لها مستوى واحد أو مستويين من المكافآت فقط خلال المراحل. جميع العوالم والمستويات الموجودة داخلها فريدة من نوعها بالنسبة إلى دونكي كونغ لاند، ولكنها تتبع نماذج ذات مستوى مماثل تم تقديمها في دونكي كونغ كانتري الأصلية. يمكن العثور على أسماء المستويات فقط في كتيب التعليمات.
على الرغم من عودة العديد من الأعداء من دونكي كونغ كانتري، إلا أن بعض الأعداء الذين تم العثور عليهم أصلية تمامًا في دونكي كونغ لاند، مثل Hogwash و Nemo و Fangfish و Hardhat. بالإضافة إلى ذلك، فإن رؤساء اللعبة الأربعة جميعهم أصليون تمامًا لـ دونكي كونغ لاند.

### سوبر غيم بوي
في عام 1994، أصدرت نينتندو طرفية إلى سوبر نينتندو تسمى سوبر غيم بوي. يسمح هذا التوسيع بتشغيل خراطيش غيم بوي على جهاز تلفزيون باستخدام جهاز سوبر نينتندو. دونكي كونغ لاند هي واحدة من ألعاب غيم بوي القليلة التي تسمح لسوبر غيم بوي بتوسيع مرئيات الخرطوشة والمؤثرات الصوتية. حصريًا لـ دونكي كونغ لاند، تحيط الطرفية باللعبة في حدود ذات طابع الغابة.

## التقييم
| التقييم                               |       |
| ------------------------------------- | ----- |
| درجة المراجعة نشرة نقاط فاميتسو 24/40 |       |
| درجة المراجعة                         |       |
| نشرة                                  | نقاط  |
| فاميتسو                               | 24/40 |

تلقت لعبة دونكي كونغ لاند تقييمات إيجابية بشكل عام من قبل النقاد. فيكتور لوكاس من ذا إلكترك بلايغراوند أعطاها 9 من أصل 10، مدحًا موسيقى اللعبة وعناصر التحكم، لكنه أشار إلى مشاكل الرسوم على غيم بوي. عند الإصدار، سجل فاميتسو اللعبة 24 من أصل 40. لخص غيم برو أنه «بغض النظر عن التخفيضات في النطاق والتخفيضات في الجوانب الفنية، فإن دونكي كونغ لاند لديها شخصيات رائعة تنبض بالحياة حقًا، ومستويات ضخمة، وتحديًا صعبًا يعني أنك لن تكمل هذه العربة في جلسة واحدة.» وأضافوا أنه ينبغي لعبها مع سوبر غيم بوي لأن «شاشة الغيم بوي ذات اللونين الأخضر والأبيض لا تنصف هذه اللعبة».